# نبرد خارستان
نبرد خارستان جنگی بود که میان نیروهای خلافت اموی و ترکان تورگش در دسامبر سال ۷۳۷ در نزدیکی شهر خارستان در گوزگان، شرق خراسان (شمال افغانستان امروزی)، انجام شد. امویان به رهبری اسد بن عبدالله قصری، توانستند سولوک، خاقان تورگش، و حارث بن سریج، متحد شورشی عرب او را غافلگیر کنند و شکست دهند.